# 超!A&Gミュージック+
超!A&Gミュージック+とは超!A&G+で2007年9月3日から2009年2月まで放送されていた、A&G（アニメとゲーム）系の音楽を中心としたラジオ番組である。
2009年3月からは「超!A&Gミュージック+TV」にリニューアルして放送されている。

## 主な番組構成
月曜日と火曜日は、AMラジオ・文化放送で放送中の「白石涼子の聞かなきゃ☆そん♪Song!」の「Countそん♪Song!Down」コーナーを第1回から振り返る「そん♪Song MUSEUM PAST」（月曜日）と、最近の放送を振り返る「そん♪Song MUSEUM FUTURE」（火曜日）となっている。
水曜日以降は、パーソナリティの月替わり選曲による音楽となっている。

## パーソナリティ
- 月曜日：鈴木久美子
- 火曜日：中村みな
- 水曜日：DJ MASA（ - 2008年10月1日）→（同年10月8日 - ）赤﨑千夏
- 木曜日：大澤俊哉
- 金曜日：橋詰知久

## 放送時間
本放送
- 月 - 金曜16:00 - 17:00

リピート放送
- （1回目）: 火 - 土曜 6:00 - 7:00 / （2回目）: 土曜 24:00 - 25:00（水曜分）、土曜 25:00 - 26:00（木曜分）、日曜24:00 - 25:00（金曜分）、翌週月曜14:00 - 15:00（月曜分）、翌週月曜15:00 - 16:00（火曜分）[2][3]。

### 過去の放送時間
- 2007年9月 - 2008年4月第1週（2008年3月最終週）
  - 本放送が月 - 金曜 15:00 - 16:00（初回月曜分の放送は超!A&G+開局前につき、2007年9月3日の21:30 - 22:30に放送されていた。）
  - リピート放送が1回目、当日の21:30 - 22:30、2回目が火 - 土曜 6:00 - 7:00[4]。

- 2008年4月第2週 - 2008年7月第2週（7月7日が月曜に当たる週）
  - 本放送が月 - 金曜 16:00 - 17:00
  - リピート放送が1回目火 - 土曜 6:00 - 7:00、2回目が火 - 木曜 12:00 - 13:00と土曜 24:00 - 25:00、日曜 23:00 - 24:00

- 2008年7月第3週 - 2008年9月第5週 / 2008年10月第1週（9月29日が月曜に当たる週）
  - 本放送が月 - 金曜 16:00 - 17:00
  - リピート放送が1回目火 - 土曜 6:00 - 7:00、2回目が木曜 12:00 - 13:00と土曜 24:00 - 25:00、日曜 23:00 - 24:00[5][6]

## ゲスト
- 水曜日（2009年1月7日）今井麻美